# ガールフレンズ
| 初演版 | 初演版                  |
| ------ | ----------------------- |
| 公演日 | 2006年12月1日〜12月26日 |
| 主演   | 華原朋美／堀内敬子      |
| 再演版 |                         |
| 公演日 | 2008年1月25日〜2月15日  |
| 主演   | 鈴木蘭々／堀内敬子      |

『Yuming Song Musical ガールフレンズ』（ユーミンソングミュージカル・ガールフレンズ）は、日本のジュークボックス・ミュージカル作品である。松任谷由実の既存の楽曲のみで構成され、台詞は一切ない。
初演版ではヒロイン真理子役に歌手の華原朋美と元劇団四季の堀内敬子がダブルキャストで主演。2006年12月に博品館劇場（東京・銀座）で公演され、華原版がDVD化された。再演版ではヒロイン真理子役に鈴木蘭々と堀内敬子が、裕子役に島谷ひとみと池田有希子とがダブルキャストで、2008年1月から2月に東京（天王洲 銀河劇場）・名古屋・札幌・岡山・静岡で公演された。

## あらすじ
高校時代からの親友同士である2人の女性・真理子と裕子の10数年に渡る恋愛と友情の物語。内向的で恋にも奥手な文学少女だったメガネ女子・真理子に対し、快活で恋の手練手管に長けている裕子。物語は裕子の結婚式前夜、真理子が学生時代を思い出す歌から始まる。
裕子が真理子より一足先に結婚していく。そんな裕子を思い、真理子は自分たちの間に流れた10数年という月日を頭の中にめぐらせる。学生時代、真理子は人気者の陽気なサーファー・文男に恋を打ち明けられずにいた。そんな真理子の奥手ぶりに業を煮やした裕子が恋の秘訣をアドバイス。真理子が意を決して文男に告白し、遂に両思いに。一方の裕子も、スキーのディスコで知り合った徹に猛アプローチし付き合うことになり、この2組のカップルは輝く青春時代を共に過ごすのだった。
その後、社会人として忙しく過ごす真理子は文男と疎遠になり、別れの時が訪れる。一方の裕子も徹と別れ、真理子と裕子は女の友情を再確認した。そう思っていたら、今度は裕子が文男と付き合うことに……。走馬灯のように蘇るエピソードに真理子は一体何を思うのだろうか。

## キャスト

### 初演版
- 真理子：華原朋美／堀内敬子
- 裕子：池田有希子
- 杵鞭麻衣
- 植木理奈子
- 大橋明日香
- 宮菜穂子

### 再演版
- 真理子：鈴木蘭々／堀内敬子
- 裕子：島谷ひとみ／池田有希子
- 徹：加治将樹
- 文男：中村昌也
- 大橋明日香
- 植木理奈子
- 吉岡麻由子
- 谷古宇千尋

## スタッフ
- 作詞・作曲：松任谷由実
- 企画・原案：ホイチョイ・プロダクションズ
- 作・演出：馬場康夫
- プロデューサー：蔵本憲昭、江崎仁史
- 音楽監督：武部聡志
- 音楽スーパーバイザー：松任谷正隆
- 主催：電通、WOWOW、TOKYO FM、テレビ朝日、小学館、ワタナベエンターテインメント、博品館劇場、オン・タイム
- 制作協力：雲母社、プロダクション尾木、ロックリバー、アトリエダンカン

## 劇中歌（ユーミンソング）
| 第1幕                  | 第2幕                                |
| ---------------------- | ------------------------------------ |
| 続 ガールフレンズ      | Holiday in Acapulco                  |
| グループ               | 白い服、白い靴                       |
| 彼から手をひいて       | やさしさに包まれたなら               |
| ロッヂで待つクリスマス | 誕生日おめでとう                     |
| 稲妻の少女             | ためらい                             |
| 天気雨                 | 土曜日は大キライ                     |
| 魔法のくすり           | 星空の誘惑                           |
| フォーカス             | Walk on, Walk on by                  |
| ルージュの伝言         | 一緒に暮らそう                       |
| 中央フリーウェイ       | 12月の雨                             |
| 2人のストリート        | グッド・ラック・アンド・グッド・バイ |
| 冷たい雨               | グループ                             |
| 潮風にちぎれて         | Song For Bride                       |
| 悲しいほどお天気       |                                      |
| グループ               |                                      |
| 卒業写真               |                                      |
| 月曜日のロボット       |                                      |
| 巻き戻して思い出を     |                                      |
| 街角のペシミスト       |                                      |
| 木枯らしのダイアリー   |                                      |
| XYZING XYZING          |                                      |
| 青いエアメイル         |                                      |
| サンド・キャッスル     |                                      |
| ガールフレンズ         |                                      |

## 映像化作品（DVD）
ユーミンソング・ミュージカル『ガールフレンズ』2007年3月28日発売（ジェネオンエンタテインメント・GNBL-1020）
- 華原朋美ら出演者へのインタビュー、メイキング映像ほか特典映像も収録。

## エピソード
- 華原朋美が所属していたプロダクション尾木、池田有希子が所属するアトリエダンカンいずれも渡辺プロダクションマネージャーが独立して設立した事務所でありある種のコラボレーション的趣だったようである。また初演版では、馬場氏と幼馴染の安倍晋三内閣総理大臣（当時）も観劇に訪れた。
- 初演版では当初、華原が多い公演数を担当する予定だったが、気管支炎で一部を休演したため、堀内が代演することになり、最終的には同じ公演数を担当した。2007年3月にシアター・テレビジョンで堀内版の公演が放映された。また堀内は2007年のユーミン苗場ライブにも参加している。
- 初演版のDVDでは、華原が復帰した回の公演が収録されたが、やはり万全な状態でなかった。華原は、この公演終了直後に休業状態となった。再演版で裕子役の島谷ひとみは「赤毛のアン」に引き続き、華原の出演作を引き継いだ。